# Piotr Nizioł
Piotr Nizioł (ur. 15 stycznia 1969 we Wrocławiu) – polski koszykarz, grający na pozycji niskiego skrzydłowego. Medalista mistrzostw Polski ze Śląskiem Wrocław.
Mierzy 190 cm i waży 90 kg.

## Kariera zawodnicza
- 1987–1991 Śląsk Wrocław
- 1991–1993 Astoria Bydgoszcz
- 1993–1994 OKSiW Pleszew
- 1994–1995 AZS Elana Toruń
- 1995–1996 Stal Ostrów Wielkopolski
- 1996–1997 OKSiW Pleszew
- 1997–1999 Zastal Zielona Góra
- 1999–2007 Spójnia Stargard Szczeciński
- 2007–2008 Open Basket Pleszew
- 2008–2009 VB Leasing Siechnice

## Sukcesy
- mistrz Polski w barwach Śląska Wrocław w 1991 roku,
- 2-krotny zdobywca Pucharu Polski w barwach Śląska Wrocław w latach 1989 i 1990,
- srebrny medalista mistrzostw Polski w barwach Śląska Wrocław w roku 1989,
- brązowy medalista mistrzostw Polski w barwach Śląska Wrocław w latach 1990.